# Elke Wulk-Voltmer
Elke Wulk-Voltmer (geb. Voltmer) (* 24. Dezember 1914 in Schulau an der Elbe; † 18. September 2006 in Langwedel) war eine deutsche Porträtmalerin.

## Leben

### Familie
Elke Wulk-Voltmer war die Tochter des Künstlerehepaars Walter Voltmer und dessen erster Ehefrau Margarethe (geb. Gestefeld); sie hatte noch zwei leibliche Geschwister und drei Halbgeschwister aus der zweiten Ehe ihres Vaters.
1943 heiratete sie den Maler und Grafiker Otto Wulk.

### Werdegang
Elke Wulk-Voltmer erhielt 1931 ihren ersten Zeichenunterricht bei Hans Peters in Lübeck und wurde dann 1933 an den Vereinigten Staatsschulen für freie und angewandte Kunst in Berlin-Charlottenburg angenommen. Von 1935 bis 1938 war sie in der Atelierklasse von Ferdinand Spiegel und finanzierte in dieser Zeit ihr Studium durch Gemeinschaftsaufträge, unter anderem mit Wandbildern für das olympische Dorf und 1936 für Hotels.
1939 beendete sie ihr Studium und zog zur Pflege und Unterstützung ihrer kranken Mutter nach Haffkrug, die dort eine kleine Pension betrieb, das Haus Voltmer. Hier verbrachten Emmi Bonhoeffer und Klaus Bonhoeffer, Bruder des Theologen Dietrich Bonhoeffer, nach dem 20. Juli 1944 im August ihre letzten gemeinsamen Tage, bevor er im Oktober verhaftet und am 23. April 1945 als Widerstandskämpfer hingerichtet wurde. Emmi Bonhoeffer war mit ihren Kindern im nahen Stawedder bei Sierksdorf bei Lotta Carrière untergebracht.
1941 nahm Elke Wulk-Voltmer an der Jahresschau Lübecker Künstler in der Overbeck-Gesellschaft teil und zeichnete 1942 für den Bärenreiter-Verlag farbige Kinderporträts, worauf viele Privataufträge folgten. Allerdings musste sie ihr künstlerisches Schaffen nach ihrer Hochzeit und der Geburt von fünf Kindern stark einschränken.

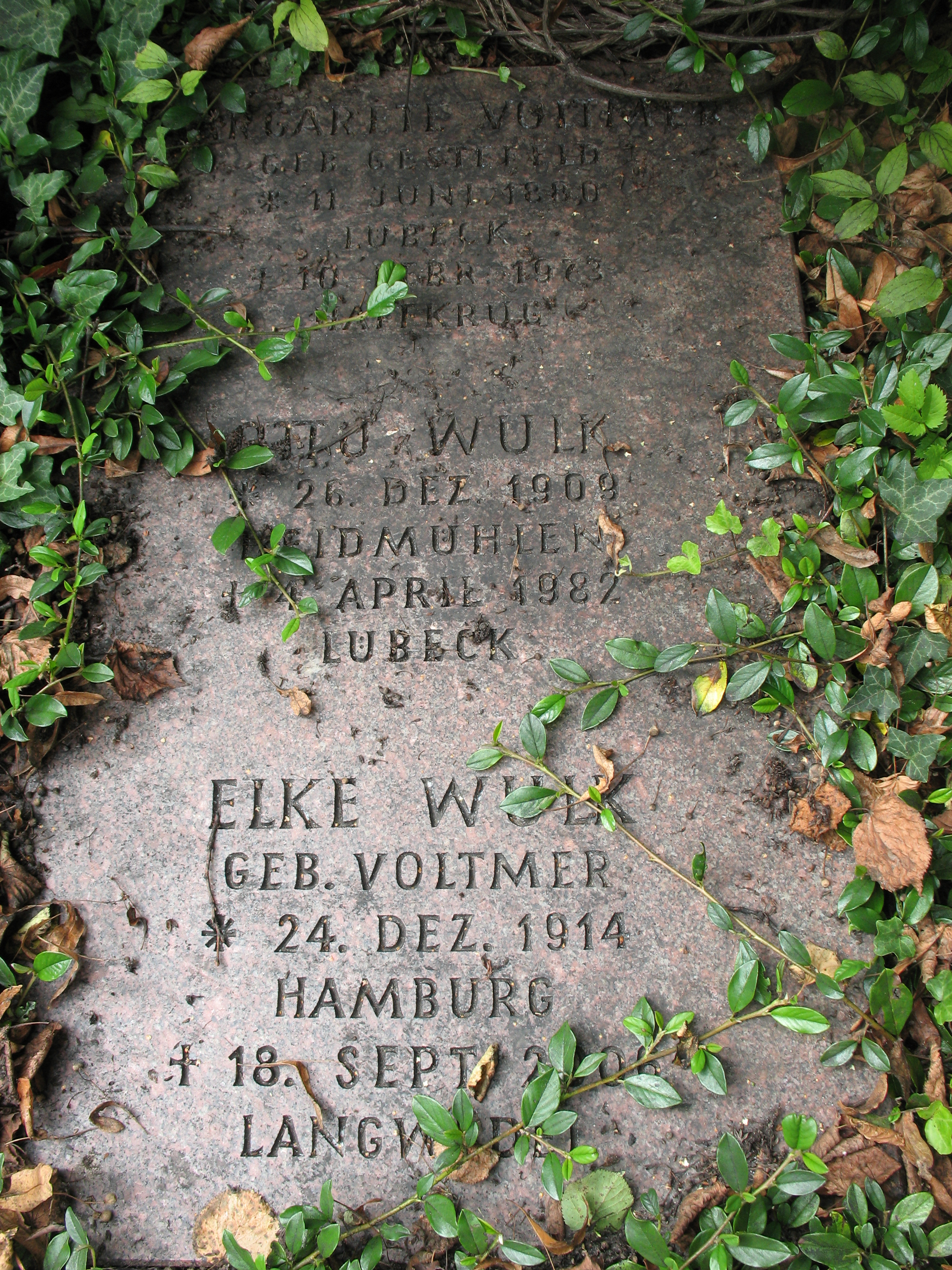
Grabstätte Otto und Elke Wulk, Friedhof Süsel

Seit 1977 erfüllte sie Porträtaufträge in ihrer Atelierwohnung in Lübeck. Zuletzt lebte sie im Altenheim Haus Simeon in der Hartengrube; nach anderen Informationen hat sie die letzten Monate im Haus ihrer jüngsten Tochter am Pohlsee (Gemeinde Langwedel) gewohnt (siehe hierzu auch Grabstein).
Elke Wulk-Voltmer war Nachlassverwalterin der deutsch-südafrikanischen Grafikerin Katrine Harries, die vor ihrer Emigration ihre Kommilitonin in Berlin gewesen war, und schenkte den Nachlass der Universität Kapstadt.

### Künstlerisches Wirken
Die Porträts von Elke Wulk-Voltmer zeichneten sich durch einen sachlichen und peniblen Zeichenstil aus.

## Ausstellungen
- 1967: Gesellschaft zur Beförderung gemeinnütziger Tätigkeit, Lübeck[3]

## Sammlungen (Auswahl)
Werke von Elke Wulk-Voltmer befinden sich im Museum für Kunst und Kulturgeschichte der Hansestadt Lübeck und in den Staatlichen Museen zu Berlin.